# Trolltjärnen, Bohuslän
Trolltjärnen är en sjö i Strömstads kommun i Bohuslän och ingår i Strömsåns huvudavrinningsområde. Sjöns area är 0,025 kvadratkilometer och den befinner sig 20 meter över havet.